# Slaney
Slaney (irsky Abhainn na Sláine [řeka zdraví], anglicky River Slaney) je řeka na jihovýchodě Irska v Leinsteru.

## Průběh toku
Pramení na západě Wicklow Mountains a teče na jih skrz hrabství Wicklow, Carlow, Wexford a nakonec se Svatojiřským průlivem u Wexfordu vlévá do Irského moře. Ústí řeky je široké a mělké a je známo jako Wexfordský přístav.

### Přítoky
Derreen, Derry, Bann, Urrin, Boro

## Využití
Na řece leží města Stratford-on-Slaney, Baltinglass, Tullow, Bunclody, Enniscorthy a Wexford.